# Лугонес, Марио
Марио Иван Лугонес (исп. Mario Iván Lugones; род. 28 июля 1947) — аргентинский кардиолог и государственный деятель, министр здравоохранения (с 2024).

## Биография
Родился 28 июля 1947 года в семье Марио Айвенго Лугонеса и Каталины Марии Кассинелли.
В 1972 году окончил медицинский факультет Университета Буэнос-Айреса, а затем поступил на факультет кардиологии в Университете Сальвадора. В 2011 году он получил дополнительную медицинскую степень по специальности «общественное здравоохранение» в Университете Буэнос-Айреса.
После окончания обучения он стал работать в Медицинском институте социального обеспечения и технологической оценки при медицинском факультете Университета Буэнос-Айреса, став впоследствии его директором. В 1995 году он возглавил  местный лечебный санатория Güemes, а затем выступил в роли основателя и руководителя Палаты поставщиков медицинских услуг.
27 сентября 2024 года он получил портфель министра здравоохранения в правительстве Хавьера Милея после ухода с поста Марио Руссо. Спустя некоторое время нахождения на посту министра он был обвинен в ликвидации Национальной программы паллиативной помощи Национального института рака, которая гарантирует обезболивающие препараты для неизлечимо больных пациентов. При его содействии также были прекращены курсы химиотерапии и приостановлен бесплатный доступ к 52 препаратам для пенсионеров, а Управление по борьбе с ВИЧ было лишено финансирования с сокращением бюджета.
Позднее он объявил о закрытии ряда управлений и институтов, передав их функции Министерству здравоохранения. Он также замешан в конфликте с больницей Hospital Garrahan, которая обвинила его в требовании отставки её совета директоров.